# Melton Mowbray
Melton Mowbray (lub Melton) – miasto w Anglii, w północno-wschodniej części hrabstwa Leicestershire, w dystrykcie Melton. Miasto jest położone 25 kilometrów na północny wschód od Leicesteru i 160 kilometrów na północ od Londynu. Miasto jest położone nad rzeką Wreake i ma połączenie kolejowe z Leicesterem. W 2001 roku liczyło 25 554 mieszkańców.

## Etymologia nazwy
Nazwa miasta Melton wywodzi się z wczesnoangielskiego słowa Medeltone – co znaczy „miasto średniej wielkości otoczone wioskami”. Mowbray natomiast to normańskie nazwisko właściciela średniowiecznego miasta – Roberta de Mowbray. Melton Mowbray jest wspomniane w Domesday Book (1086) jako Medeltone.

## Warto zobaczyć
- Kościół św. Marii – największy kościół parafialny w hrabstwie Leicestershire z pozostałościami z XIII-XV wieku. Wysoka wieża dominuje nad miastem, a niektóre jej kamienne elementy datowane są na 1170 rok.
- Melton Carnegie Museum – muzeum zajmuje się lokalną historią.

Melton Mowbray znane jest z pasztetów wieprzowych oraz sera stilton produkowanego z krowiego mleka.

## Ludzie związani z Melton
- Graham Chapman – aktor znany z cyklu „Latający cyrk Monty Pythona”.
- Paul Anderson – piłkarz Liverpool.
- Terri Dwyer – prezenter telewizyjny.
- Craig Dolby – kierowca wyścigowy.
- Alfie Jackson – wokalista i gitarzysta grupy The Holloways.

## Miasta partnerskie
- Clarksville
- Sochaczew

## Najnowsza historia
W 1964 w mieście zainwestowało towarzystwo Production Engineering Research Association of Great Britain (PERA) i zatrudniło ok. 400 pracowników. Petfoods jest obecne w Melton od 1951 jako Chappie Ltd, zatrudniało wtedy ponad 2000 osób, w tej chwili ma ok. 1000 pracowników. Nazwę Masterfoods przyjęło w styczniu 2002. Masterfoods ma w tej chwili swą główną siedzibę blisko Melton w Waltham-on-the-Wolds.